# Девинтер, Филипп
Филипп Мишель Франс «Филипп» Девинтер (род. 11 сентября 1962) — фламандский политик. Он является одним из ведущих членов «Фламандского интереса» — правой фламандской националистической и сепаратистской политической партии. Фламандский интерес является идеологическим и юридическим преемником Фламандского блока, который, не имея статуса юридического лица, косвенно осужден и оштрафован за расизм в 2004 году.

## Семья
Его отец изучал медицину в университете Лёвена в годы Второй мировой войны, когда он был вынужден скрываться, так как существовала угроза депортации. Он был все-таки арестован и уже после нескольких месяцев заключения в Брюгге, был депортирован в Германию, чтобы работать на фабрике боеприпасов. После войны, он вернулся больным и изможденным и был не в состоянии приступить к продолжению своих исследований.
Дед Девинтера по материнской линии был участником Сопротивления, в составе Белой Бригады в Бланкенберже.

## Споры и мнения
6 ноября 1988 года, Филипп Девинтер посетил кладбище города Ломмеля, где похоронены около 40 000 солдат Вермахта. Он и остальные члены его партии, в частности, неонацист Берт Эриксон, хотели оказать уважение и вложить цветы на могилы 38 фламандских членов СС, которые воевали за нацистскую Германию. Бельгийская полиция блокировала этот небольшой митинг; и только гражданам Германии было разрешено войти на кладбище.
Во время дебатов в 1992 году в университете Антверпена, Филипп Девинтер упомянул о некоторых лицах в качестве своих товарищей. Большинство из этих лиц были в рядах нацистов, антисемитов и прочих фашистов, как Берт Эрикссон, Стаф Де Клер или других людей, осужденных за государственную измену, как Сирил Версхаве или Август Бормс.
Филипп Девинтер был приглашенным докладчиком на собрании бывших сотрудников СС-Синт-Маартенсфондца, который состоялся 1 декабря 2001 года. В тот вечер Филипп Девинтер открыл свою речь словами: «Моя честь зовётся „верность“», которые были официальной присягой немецких солдат СС.
В декабре 2005 года, во время интервью американо-еврейскому еженедельнику Jewish Week, Девинтеру был задан вопрос: «должны ли евреи голосовать за партию, которая поддерживает ксенофобию». Девинтер в ответ заявил: «Ксенофобия не то слово, которое я хотел бы использовать. Если обязательно должна быть „фобия“, то пусть это будет „исламофобия“».
Девинтер также дал интервью израильской газете Га-Арец. О коллаборационизме фламандских националистов во время Второй мировой войны он сказал:

Многие фламандские националисты сотрудничали с нацистами во время войны, потому что они думали, — и теперь ясно, что они были неправы — что это поможет им в достижении независимости Фландрии. Это целая история. Подавляющее большинство из них не были нацистами. Они сотрудничали в целях достижения независимости и потому, что Церковь призывала их выйти и бороться с коммунистами — то же самое, что Западная Европа продолжала делать на протяжении 50 лет. Теперь, в 2005 году, легко сказать: «Сотрудничество было ошибкой». Сотрудничество с нацистами не помогло нашей стране вообще, мы просто стали вассальным государством Германии. В то время это было логично, как для Церкви, так и для коммунизма. Но это не имеет никакого отношения к нацизму.

Кроме того, как отметил Институт Стивена Рота, Девинтер дал интервью американской радио-передаче «The Political Cesspool», которая одно время поддерживала идеи неонацизма, превосходства белых и отрицания Холокоста.
Об участии членов партии на церемонии по случаю годовщины смерти Стафа Де Клера Девинтер ответил:

Он является одним из исторических лидеров партии. Это часть истории фламандского национального движения, и это невозможно отрицать. Мы потомки этого движения. Некоторые из членов партии участвуют в этом мероприятии, потому что они хотят почтить наследие фламандского движения. Это не значит, что они согласны с нацизмом. Вовсе нет. Я понимаю, что это трудно понять евреям. Я понимаю, что евреи имеют проблемы с этим. Но евреи также должны понимать, что это не так просто, как кажется. Не все нацистские сотрудники хотели убивать евреев в Европе. У большинства сотрудников были и другие мотивы. Я думаю, что если бы они жили сегодня, большинству из них было бы стыдно за то, что случилось с евреями. Единственное, что я могу сделать сегодня, это сказать, что я понимаю страдания еврейского народа, и выразить своё сочувствие и соболезнование к тому, что произошло, и попытаться отдалиться подальше от этого. Но еврейский народ должен понять, что не каждый нацистский сотрудник обязательно был антисемитом.

## Дебаты в Хобоконе
29 сентября 2011 года Филипп Девинтер и пресс-секретарь исламского движения «Sharia4Belgium» Абу Имран, в присутствии около 300 своих сторонников, устроили дебаты на тему «Ислам во Фландрии: друг или враг?». В начале дискуссии Имран сразу заявил, что одним из условий дебатов должна быть недопустимость оскорблений в адрес «Пророка, Аллаха и Корана», иначе он не будет нести ответственность за безопасность людей, произнёсших хулу. Представитель «Sharia4Belgium» заявил, что «Бельгию нужно обратить в исламское государство. У нас найдётся немало судей, учителей и лидеров, которые смогли бы стать халифами. Мы — группа молодых мусульман, которые хотят ввести чистейшую форму ислама. Мы выступаем за добро и осуждаем любое зло. Филипп Девинтер прав, это начало исламизации Антверпена. И всем неверным остаётся либо приспосабливаться, либо уйти». Помимо этого, он рассказал о взглядах движения на демократию: «Вы можете быть или мусульманином, или демократом, но не можете быть тем и другим одновременно. Мне нет дела до неверных. Моё дело угождать Аллаху, а не неверным. Закон создаётся не парламентом и не министрами, закон установил Аллах. Не может быть иудео-христианина или исламо-иудея, и также не может быть мусульманина демократа. Мусульманин не может исповедовать демократию как идеологию». В ответ на это Девинтер сказал, что по всей Европе и Бельгии подобная чушь должна приниматься толерантно, и в этом заключается главная проблема. «Я не боюсь показаться нетолерантным, говоря, что это должно быть запрещено. В этом наша большая проблема и наша слабость. Если Запад настолько плох и пришёл в упадок, а арабский мир такой великий, что вы тогда тут делаете? Езжайте обратно и оставайтесь там!» «Почему в исламских странах нет ни одного Нобелевского лауреата? Почему там такая слабая экономика? Почему куча социальных проблем? Причина всего этого зла одна — это Коран», — сказал Девинтер.
Ранее, 15 июня 2010 года, Абу Имран сказал:

Мы не успокоимся, пока Европа не станет исламским государством. И тогда мы начнём поход на Белый дом и Ватикан. Мы выполним обещание нашего Пророка. Мирным путём, мы будем продолжать наступать, пока Аллах не дарует нам победу.